# 东北槭
东北槭为槭树科槭属的一个种，也叫白牛槭。分布于朝鲜北部、俄罗斯东西伯利亚、俄罗斯西伯利亚地区、俄罗斯远东地区以及中国大陆的辽宁、黑龙江、吉林等地，生长于海拔500米至1,000米的地区，多生长在杂交林中，目前已由人工引种栽培。

## 异名
- Acer kansuense Fang et C. Y. Chang
- Acer mandshuricum Maxim. ssp. kansuense (Fang et C. Y. Chang) Fang